# Liste des satellites de l'Agence spatiale européenne
La liste des satellites de l'Agence spatiale européenne présente les principales caractéristiques des engins spatiaux développés par l'Agence spatiale européenne.
Celle liste inclut les satellites développés dans le cadre de coopération bilatérales avec d'autres pays. Elle ne comprend pas les participations minoritaires à des missions spatiales ainsi que les satellites de télécommunications commerciaux.

## Missions lancées
| Satellite                   | Date lancement    | Lanceur          | Base lancement                  | Type                                 | Mission                                                                                  | Masse    | Orbite                                        | Identifiant COSPAR                      | Opérateur (s)                 | Statut | Autre caractéristique Référence                          |
| --------------------------- | ----------------- | ---------------- | ------------------------------- | ------------------------------------ | ---------------------------------------------------------------------------------------- | -------- | --------------------------------------------- | --------------------------------------- | ----------------------------- | ------ | -------------------------------------------------------- |
| COS-B                       | 9/8/1975          | Thor-Delta       | Vandenberg                      | Observatoire spatial rayons gamma    | Détection et étude des sources de rayons gamma                                           | 278 kg   | Orbite haute 1300 x 100 000 km                | 1975-072A                               | ESA                           |        | [ 1 ]                                                    |
| GEOS 1                      | 20/4/1977         | Delta-2914       | Cape Canaveral                  | Satellite scientifique               | Étude de la magnétosphère                                                                | 572 kg   | Orbite géostationnaire                        | 1977-029A                               | ESA                           |        | Placé sur une mauvaise orbite                            |
| OTS 1                       | 13/9/1977         | Delta-3914       | Cape Canaveral                  | Satellite de télécommunications      | Satellite expérimental                                                                   | 865 kg   | Orbite géostationnaire                        |                                         | ESA                           |        | Échec du lancement                                       |
| ISEE 2                      | 22/10/1977        | Delta-2914       | Cape Canaveral                  | Satellite scientifique               | Étude de la magnétosphère                                                                | 165 kg   | Orbite haute 2 400 x 135 830 km, 23°          | 1977-102B                               | ESA                           |        |                                                          |
| Météosat 1                  | 23/11/1977        | Delta-2914       | Cape Canaveral                  | Satellite météorologique             |                                                                                          | 696 kg   | Orbite géostationnaire                        | 1977-108A                               | ESA                           |        | [ 2 ]                                                    |
| OTS 2                       | 11/5/1978         | Delta-3914       | Cape Canaveral                  | Satellite de télécommunications      | Satellite expérimental                                                                   | 865 kg   | Orbite géostationnaire                        | 1978-044A                               | ESA                           |        |                                                          |
| IUE                         | 26/1/1978         | Delta            | Cape Canaveral                  | Télescope spatial ultraviolet        | Composition chimique des étoiles, galaxies, quasars et corps célestes du système solaire | 669 kg   | Orbite haute 191709 x 347 km                  | 1978-012A                               | ESA NASA SRC                  |        | [ 3 ]                                                    |
| GEOS 2                      | 14/7/1978         | Delta-2914       | Cape Canaveral                  | Satellite scientifique               | Étude de la magnétosphère                                                                | 572 kg   | Orbite géostationnaire                        | 1978-071A                               | ESA                           |        |                                                          |
| Météosat 2                  | 19/6/1981         | Ariane 1         | Kourou                          | Satellite météorologique             |                                                                                          | 696 kg   | Orbite géostationnaire                        | 1981-057A                               | ESA                           |        | [ 2 ]                                                    |
| MARECS 1                    | 20/12/1981        | Ariane 1         | Kourou                          | Satellite de télécommunications      | Satellite expérimental de télécommunications maritimes                                   | 1 060 kg | Orbite géostationnaire                        | 1981-122A                               | ESA                           |        |                                                          |
| MARECS B                    | 9/9/1982          | Ariane 1         | Kourou                          | Satellite de télécommunications      | Satellite expérimental de télécommunications maritimes                                   | 1 060 kg | Orbite géostationnaire                        |                                         | ESA                           |        | Échec au lancement                                       |
| Sirio 2                     | 9/9/1982          | Ariane 1         | Kourou                          | Satellite de télécommunications      | Satellite expérimental de télécommunications maritimes                                   | 420 kg   | Orbite géostationnaire                        |                                         | ESA                           |        | Échec au lancement                                       |
| EXOSAT                      | 26/5/1983         | Delta            | Vandenberg                      | Observatoire spatial rayons X        | étude des différentes sources de rayons X                                                | 510 kg   | Orbite haute 191709 x 347 km                  | 1983-051A                               | ESA                           |        | [ 4 ]                                                    |
| MARECS 2                    | 10/11/1984        | Ariane 1         | Kourou                          | Satellite de télécommunications      | Satellite expérimental de télécommunications maritimes                                   | 1 060 kg | Orbite géostationnaire                        | 1984-114B                               | ESA                           |        |                                                          |
| Giotto                      | 2/7/1985          | Ariane 1         | Kourou                          | Sonde spatiale                       | Survol de la comète de Halley                                                            | 348 kg   |                                               | 1985-056A                               | ESA                           |        | [ 5 ]                                                    |
| Météosat 3                  | 15/6/1988         | Ariane 44 LP     | Kourou                          | Satellite météorologique             |                                                                                          | 696 kg   | Orbite géostationnaire                        | 1988-051A                               | ESA                           |        | [ 2 ]                                                    |
| Météosat 4                  | 6/3/1989          | Ariane 44 LP     | Kourou                          | Satellite météorologique             |                                                                                          | 696 kg   | Orbite géostationnaire                        | 1989-020B                               | ESA                           |        | [ 2 ]                                                    |
| Olympus F1                  | 12/7/1989         | Ariane 3         | Kourou                          | Satellite de télécommunications      | Satellite expérimental                                                                   | 2 595 kg | Orbite géostationnaire                        | 1989-053A                               | ESA                           |        |                                                          |
| Hipparcos                   | 8/8/1989          | Ariane 4         | Kourou                          | Observatoire spatial                 | Astrométrie                                                                              | 1 140 kg |                                               | 1989-062B                               | ESA                           |        | [ 6 ]                                                    |
| Ulysses                     | 6/10/1990         | STS-41           | Cape Canaveral                  | Observatoire spatial                 | étude du vent solaire et de la magnétosphère                                             | 370 kg   | orbite héliocentrique                         | 1990-090B                               | ESA NASA                      |        | [ 7 ]                                                    |
| Météosat 5                  | 2/3/1991          | Ariane 44 LP     | Kourou                          | Satellite météorologique             |                                                                                          | 696 kg   | Orbite géostationnaire                        | 1991-015B                               | ESA                           |        | [ 2 ]                                                    |
| ERS 1                       | 17/7/1991         | Ariane 40        | Kourou                          | Satellite d'observation de la Terre  |                                                                                          | 2 157 kg | Orbite héliosynchrone                         | 1991-050A                               | ESA                           |        | [ 8 ]                                                    |
| Météosat 6                  | 20/11/1993        | Ariane 44 LP     | Kourou                          | Satellite météorologique             |                                                                                          | 696 kg   | Orbite géostationnaire                        | 1993-073B                               | ESA EUMETSAT                  |        | [ 2 ]                                                    |
| ERS 2                       | 21/4/1995         | Ariane 40        | Kourou                          | Satellite d'observation de la Terre  |                                                                                          | 2 516 kg | Orbite héliosynchrone                         | 1995-021A                               | ESA                           |        | [ 9 ]                                                    |
| Eureca                      | 17/11/1995        | STS-41           | Cape Canaveral                  | Satellite scientifique               | Expérience de microgravité, astronomie solaire                                           | 4 490 kg | Orbite basse                                  | 1992-049B                               | ESA                           |        | [ 10 ]                                                   |
| SoHO                        | 2/12/1995         | Proton           | Baïkonour                       | Observatoire spatial                 | étude du vent solaire et de la couronne solaire                                          | 1 850 kg | Point de Lagrange L1                          | 1995-065A                               | ESA NASA                      |        | [ 11 ]                                                   |
| Cluster x 4                 | 4/6/1996          | Ariane 5 G       | Kourou                          | Observatoire spatial                 | étude du vent solaire et de la magnétosphère                                             | 1 200 kg | orbite haute                                  |                                         | ESA                           |        | Échec du lancement                                       |
| Huygens                     | 15/10/1997        | Titan IV         | Cape Canaveral                  | Sonde spatiale                       | Étude in situ de Titan                                                                   | 348 kg   |                                               | 1997-061C 1997-061C                     | ESA                           |        | Atterrisseur                                             |
| Météosat 7                  | 2/9/1997          | Ariane 44 LP     | Kourou                          | Satellite météorologique             |                                                                                          | 696 kg   | Orbite géostationnaire                        | 1997-049B                               | ESA EUMETSAT                  |        | [ 2 ]                                                    |
| TEAMSAT                     | 30/10/1997        | Ariane 5 G       | Kourou                          | Satellite expérimental               |                                                                                          | 356 kg   | Orbite géostationnaire 535 x 26 631 km, 7,79° | 1997-049B                               | ESA                           |        | [ 13 ]                                                   |
| XMM-Newton                  | 10/12/1999        | Ariane 5 GS      | Kourou                          | Observatoire spatial rayons X mous   | étude de la formation des étoiles                                                        | 3,8 t.   | Orbite haute 7 000 x 114 000 km               | 1999-066A                               | ESA                           |        | [ 14 ]                                                   |
| Cluster x 4                 | 16/7/2000         | Soyouz-FG/Fregat | Baïkonour                       | Observatoire spatial                 | étude du vent solaire et de la magnétosphère                                             | 1 200 kg | orbite haute                                  | 2000-045A 2000-045B 2000-045C 2000-045D | ESA                           |        | [ 15 ]                                                   |
| Artemis                     | 12/7/2001         | Ariane 5 G       | Kourou                          | Satellite de télécommunications      | Satellite expérimental                                                                   | 3 105 kg | Orbite géostationnaire                        | 2001-029A                               | ESA                           |        | [ 16 ]                                                   |
| PROBA-1                     | 22/10/2001        | PSLV-G           | Satish Dhawan                   | Satellite expérimental               | Tests d'instruments scientifiques et de technologies spatiales                           | 94 kg    | orbite héliosynchrone                         | 2001-049B                               | ESA                           |        | [ 17 ]                                                   |
| ENVISAT                     | 1/3/2002          | Ariane 5 G       | Kourou                          | Satellite d'observation de la Terre  | Mesure des principaux paramètres environnementaux de la Terre                            | 8 211 kg | Orbite héliosynchrone                         | 2002-009A                               | ESA                           |        | [ 18 ]                                                   |
| MSG 1                       | 28/8/2002         | Ariane 5 G       | Kourou                          | Satellite météorologique             |                                                                                          | 2000 kg  | Orbite géostationnaire                        | 2002-040B 2002-040B                     | ESA EUMETSAT                  |        | [ 19 ]                                                   |
| INTEGRAL                    | 17/10/2002        | Proton           | Baïkonour                       | Observatoire spatial rayons X /gamma | étude des trous noirs, étoiles à neutrons, supernovae                                    | 3,5 t.   | Orbite haute 639 x 153 000 km                 | 2002-048A                               | ESA                           |        | [ 20 ]                                                   |
| Mars Express                | 2/6/2003          | Soyouz-FG/Fregat | Baïkonour                       | Sonde spatiale                       | Étude de Mars                                                                            | 1 042 kg |                                               | 2003-022A                               | ESA                           |        | Orbiteur                                                 |
| SMART-1                     | 27/9/2003         | Ariane 5         | Kourou                          | Sonde spatiale                       | Démonstrateur technologique (moteur ionique)                                             | 366 kg   |                                               | 2003-043C                               | ESA                           |        | Survol de la Lune                                        |
| Rosetta                     | 2/3/2004          | Ariane 5 ECA     | Kourou                          | Sonde spatiale                       | Étude de la comète 67P/Tchourioumov-Guérassimenko                                        | 3 t.     |                                               | 2004-006A                               | ESA                           |        | Orbiteur et atterrisseur                                 |
| Sloshsat-FLEVO              | 21/12/2005        | Ariane 5 ECA     | Kourou                          | Satellite expérimental               | Comportement des liquides en impesanteur                                                 | 127 kg   |                                               | 2005-005C                               | ESA                           |        |                                                          |
| CryoSat-1                   | 8/10/2005         | Rockot           | Plessetsk                       | Satellite scientifique               | Étude des glaces polaires et leur évolution                                              | 669 kg   |                                               |                                         | ESA                           |        | Échec du lancement                                       |
| Venus Express               | 9/11/2005         | Soyouz-FG/Fregat | Baïkonour                       | Sonde spatiale                       | Étude de Vénus                                                                           | 1,3 t.   |                                               | 2005-045A                               | ESA                           |        | Orbiteur                                                 |
| MSG 2                       | 21/12/2005        | Ariane 5 GS      | Kourou                          | Satellite météorologique             |                                                                                          | 2000 kg  | Orbite géostationnaire                        | 2005-049B                               | ESA EUMETSAT                  |        | [ 19 ]                                                   |
| GIOVE A                     | 28/12/2005        | Soyouz /Fregat   | Kourou                          | Satellite de navigation              | Prototype système Galileo                                                                | 602 kg   | 23 616 × 23 616 km, 56°                       | 2005-051A                               | ESA                           |        | [ 25 ]                                                   |
| METOP A                     | 19/10/2006        | Soyouz-FG/Fregat | Baïkonour                       | Satellite météorologique             |                                                                                          | 4 244 kg | Orbite héliosynchrone                         | 2006-044A                               | ESA EUMETSAT                  |        | [ 26 ]                                                   |
| GIOVE B                     | 26/4/2008         | Soyouz /Fregat   | Kourou                          | Satellite de navigation              | Deuxième prototype système Galileo                                                       | 525 kg   | 23616 km × 23616 km, 56°                      | 2008-020A                               | ESA                           |        | [ 27 ]                                                   |
| GOCE                        | 17/3/2009         | Rockot           | Plessetsk                       | Satellite scientifique               | Mesure champ de gravité de la Terre                                                      | 1 077 kg | Orbite héliosynchrone                         | 2009-013A                               | ESA                           |        | [ 28 ]                                                   |
| Planck                      | 14/5/2009         | Ariane 5 ECA     | Kourou                          | Observatoire spatial micro-ondes     | Cartographie Fond diffus cosmologique                                                    | 1,9 t.   | Point de Lagrange L2                          | 2009-026B                               | ESA                           |        | [ 29 ]                                                   |
| Herschel                    | 14/5/2009         | Ariane 5 ECA     | Kourou                          | Observatoire spatial infrarouge      | formation des étoiles, naissance des galaxies primitives                                 | 3,3 t.   | Point de Lagrange L2                          | 2009-026A                               | ESA                           |        | [ 30 ]                                                   |
| PROBA-2                     | 2/11/2009         | Rockot           | Plessetsk                       | Satellite expérimental               | Tests de technologies spatiales d'instruments scientifiques                              | 130 kg   | orbite héliosynchrone                         | 2009-059B                               | ESA                           |        | [ 31 ]                                                   |
| SMOS                        | 8/4/2010          | Rockot           | Plessetsk                       | Satellite scientifique               | Étude de l'humidité des sols et de la salinité des océans                                | 670 kg   | Orbite héliosynchrone                         | 2009-059A                               | ESA                           |        | [ 32 ]                                                   |
| CryoSat-2                   | 8/4/2010          | Dnepr            | Baïkonour                       | Satellite scientifique               | Étude des glaces polaires et leur évolution                                              | 669 kg   | Orbite héliosynchrone                         | 2010-013A                               | ESA                           |        | [ 33 ]                                                   |
| Galileo-IOV x 2             | 21 /10/2011       | Soyouz /Fregat   | Kourou                          | Satellite de navigation              | pré série pour valider l'infrastructure Galileo                                          | 640 kg   | 23 616 km × 23 616 km, 56°                    | 2011-060A 2011-060B                     | ESA                           |        | 2 satellites PFM et FM2                                  |
| MSG 3                       | 5/7/2012          | Ariane 5 ECA     | Kourou                          | Satellite météorologique             |                                                                                          | 2000 kg  | Orbite géostationnaire                        | 2012-035B                               | ESA EUMETSAT                  |        | [ 19 ]                                                   |
| METOP B                     | 17/9/2012         | Soyouz-FG/Fregat | Baïkonour                       | Satellite météorologique             |                                                                                          | 4 085 kg | Orbite héliosynchrone                         | 2012-049A                               | ESA EUMETSAT                  |        | [ 26 ]                                                   |
| Galileo-IOV x 2             | 12/10/2012        | Soyouz /Fregat   | Kourou                          | Satellite de navigation              | pré série pour valider l'infrastructure Galileo                                          | 640 kg   | 23 616 km × 23 616 km, 56°                    | 2012-055A 2012-055B                     | ESA                           |        | 2 satellites FM3 et FM4                                  |
| PROBA-V                     | 7/5/2013          | Vega             | Kourou                          | Satellite d'observation de la Terre  | Surveillance de la végétation                                                            | 158 kg   | Orbite héliosynchrone                         | 2013-021A                               | ESA                           |        | [ 35 ]                                                   |
| Alphasat                    | 25/7/2013         | Ariane 5 ECA     | Kourou                          | Satellite de télécommunications      | Satellite expérimental                                                                   | 6 649 kg | Orbite géostationnaire                        | 2013-038A                               | ESA Inmarsat                  |        | [ 36 ]                                                   |
| SWARM x 3                   | 22/11/2013        | Rockot           | Plessetsk                       | Satellite scientifique               | Etude du champ magnétique terrestre                                                      | 472 kg   | Orbite polaire                                | 2013-067A 2013-067B 2013-067C           | ESA                           |        | [ 37 ]                                                   |
| Gaia                        | 19/12/2013        | Soyouz /Fregat   | Kourou                          | Observatoire spatial                 | Astrométrie                                                                              | 2 t.     | Point de Lagrange L2                          | 2013-074A                               | ESA                           |        | [ 38 ]                                                   |
| Sentinel-1A                 | 3/4/2014          | Soyouz /Fregat   | Kourou                          | Satellite d'observation de la Terre  | Suivi radar                                                                              | 2 200 kg | Orbite héliosynchrone                         | 2014-016A                               | ESA                           |        | [ 39 ]                                                   |
| Galileo-FOC x 2             | 22/8/2014         | Soyouz /Fregat   | Kourou                          | Satellite de navigation              | pré série pour valider l'infrastructure Galileo                                          | 733 kg   | 23 616 km × 23 616 km, 56°                    | 2014-050A 2014-050B                     | ESA                           |        | Placé sur une orbite trop basse, 2 satellites FOC 5 et 6 |
| Galileo-FOC x 2             | 27/3/2015         | Soyouz /Fregat   | Kourou                          | Satellite de navigation              | pré série pour valider l'infrastructure Galileo                                          | 733 kg   | 23 616 km × 23 616 km, 56°                    | 2015-017A 2015-017B                     | ESA                           |        | 2 satellites FOC 7 et 8                                  |
| Sentinel-2A                 | 23/6/2015         | Vega             | Kourou                          | Satellite d'observation de la Terre  | Suivi de la végétation                                                                   | 1 130 kg | Orbite héliosynchrone                         | 2015-028A                               | ESA                           |        | [ 40 ]                                                   |
| MSG 4                       | 15/7/2015         | Ariane 5 ECA     | Kourou                          | Satellite météorologique             |                                                                                          | 2000 kg  | Orbite géostationnaire                        | 2015-034B                               | ESA EUMETSAT                  |        | [ 19 ]                                                   |
| Galileo-FOC x 2             | 11/9/2015         | Soyouz /Fregat   | Kourou                          | Satellite de navigation              | pré série pour valider l'infrastructure Galileo                                          | 733 kg   | 23 616 km × 23 616 km, 56° km, 56°            | 2015-045A 2015-045B                     | ESA                           |        | 2 satellites FOC 9 et 10                                 |
| LISA Pathfinder             | 3/12/2015         | Vega             | Kourou                          | Satellite expérimental               | Mesure interférométrique des ondes gravitationnelles                                     | 1 900 kg | Point de Lagrange L1                          | 2015-070A                               | ESA                           |        | [ 41 ]                                                   |
| Galileo-FOC x 2             | 17/12/2015        | Soyouz /Fregat   | Kourou                          | Satellite de navigation              | pré série pour valider l'infrastructure Galileo                                          | 733 kg   | 23 616 km × 23 616 km, 56°                    | 2015-079A 2015-079B                     | ESA                           |        | 2 satellites FOC 11 et 12                                |
| Sentinel-3A                 | 16/2/2016         | Rockot           | Plessetsk                       | Satellite d'observation de la Terre  | Suivi radar                                                                              | 1 200 kg | Orbite héliosynchrone                         | 2016-011A                               | ESA                           |        | [ 42 ]                                                   |
| ExoMars Trace Gas Orbiter   | 14/3/2016         | Proton           | Baïkonour                       | Sonde spatiale martienne             | Étude de l'atmosphère de Mars                                                            | 4,3 t.   |                                               | 2016-017A                               | ESA                           |        | Orbiteur                                                 |
| Schiaparelli                | 14/3/2016         | Proton           | Baïkonour                       | Atterrisseur martien                 | Démonstrateur technologique                                                              | 577 kg   |                                               | 2016-017A                               | ESA                           |        | [ 44 ]                                                   |
| Sentinel-1B                 | 25/4/2016         | Soyouz /Fregat   | Kourou                          | Satellite d'observation de la Terre  | Suivi radar                                                                              | 2 200 kg | Orbite héliosynchrone                         | 2016-025A                               | ESA                           |        | [ 39 ]                                                   |
| Galileo-FOC x 2             | 24/5/2016         | Soyouz /Fregat   | Kourou                          | Satellite de navigation              | pré série pour valider l'infrastructure Galileo                                          | 733 kg   | 23 616 km × 23 616 km, 56°                    | 2016-030A 2016-030B                     | ESA                           |        | 2 satellites FOC 13 et 14                                |
| Galileo-FOC x 4             | 24/5/2016         | Ariane 5 SES     | Kourou                          | Satellite de navigation              | satellite Galileo de série                                                               | 733 kg   | 23 616 km × 23 616 km, 56°                    | 2016-069A 2016-069B 2016-069C 2016-069D | ESA                           |        | 4 satellites FOC 15, 16, 17 et 18                        |
| Sentinel-2B                 | 7 mars 2017       | Vega             | Kourou                          | Satellite d'observation de la Terre  | Suivi de la végétation                                                                   | 1 130 kg | Orbite héliosynchrone                         | 2017-013A                               | ESA                           |        | [ 40 ]                                                   |
| Sentinel-5 Precursor        | 13 octobre 2017   | Rockot           | Plessetsk                       | Satellite d'observation de la Terre  | Suivi de la composition chimique de l'atmosphère                                         | 900 kg   | Orbite héliosynchrone                         | 2017-064A                               | ESA                           |        | [ 45 ]                                                   |
| Galileo (satellite)-FOC x 4 | 12 décembre 2017  | Ariane 5 ES      | Kourou                          | Satellite de navigation              | satellite Galileo de série                                                               | 733 kg   | 23 616 km × 23 616 km, 56°                    | 2017-079A 2017-079B 2017-079C 2017-079D | ESA                           |        | 4 satellites FOC 19, 20, 21 et 22                        |
| RemoveDebris                | 2 avril 2018      | Falcon 9         | Cape Canaveral                  | Satellite expérimental               | Traitement des débris spatiaux                                                           | 100 kg   | Orbite basse                                  |                                         | ESA                           |        |                                                          |
| Sentinel-3B                 | 25 avril 2018     | Rockot           | Plessetsk                       | Satellite d'observation de la Terre  | Océanographie et suivi de la végétation                                                  | 1 200 kg | Orbite héliosynchrone                         | 2018-039A                               | ESA                           |        | [ 42 ]                                                   |
| Galileo (satellite)-FOC x 4 | 25 juillet 2018   | Ariane 5 SES     | Kourou                          | Satellite de navigation              | satellite Galileo de série                                                               | 733 kg   | 23 616 km × 23 616 km, 56°                    | 2018-060A 2018-060B 2018-060C 2018-060D | ESA                           |        | 4 satellites FOC 23, 24, 25 et 26                        |
| ADM-Aeolus                  | 22 août 2018      | Vega             | Kourou                          | Satellite scientifique               | Mesure du vent terrestre                                                                 | 1 200 kg | Orbite héliosynchrone                         | 2018-066                                | ESA                           |        | [ 46 ]                                                   |
| BepiColombo                 | 20 octobre 2018   | Ariane 5 ECA     | Kourou                          | Sonde spatiale                       | Étude de Mercure                                                                         | 4,1 t    |                                               | 2018-080                                | ESA JAXA                      |        | Orbiteur                                                 |
| MetOp C                     | 7 novembre 2018   | Soyouz-FG/Fregat | Baïkonour                       | Satellite météorologique             |                                                                                          |          | Orbite héliosynchrone                         | 2018-087                                | ESA, EUMETSAT                 |        |                                                          |
| CHEOPS                      | 18 décembre 2019  | Soyouz           | Kourou                          | Télescope spatial                    | Caractérisation d'exoplanètes par photométrie                                            | 250 kg   | Orbite héliosynchrone                         |                                         | ESA                           |        | [ 48 ]                                                   |
| Solar Orbiter               | 10 février 2020   | Atlas V 401      | Cape Canaveral                  | Observatoire spatial                 | Étude du Soleil                                                                          | 1 666 kg | Orbite héliocentrique 0,25 x 0,8 U.A.         |                                         | ESA                           |        | Orbiteur                                                 |
| Sentinel-6A                 | novembre 2020     | Falcon 9         | Base de lancement de Vandenberg | Satellite d'observation de la Terre  | Altimétrie océanographie                                                                 | 1362 kg  | Orbite héliosynchrone                         | 2020-086A                               | ESA, EUMETSAT CNES NASA, NOAA |        | Successeur des Jason                                     |
| MTG-I1                      | 12 décembre 2022  | Ariane 5 ECA     | Kourou                          | Satellite météorologique             |                                                                                          | 3 600 kg | Orbite géostationnaire                        |                                         | ESA, EUMETSAT                 |        |                                                          |
| JUICE                       | 14 avril 2023     | Ariane 5 ECA     | Kourou                          | Sonde spatiale                       | Exploration des lunes de Jupiter                                                         | 5 tonnes |                                               |                                         | ESA                           |        | Orbiteur, exploration des lunes Callisto et Europe       |
| Euclid                      | 1er juillet 2023  | Falcon-9         | Cap Canaveral                   | Télescope spatial                    | Étude de l'énergie noire                                                                 | 2,1 t.   | Point de Lagrange L2                          |                                         | ESA                           |        | [ 52 ]                                                   |
| Galileo (satellite)-FOC x 2 | 28 avril 2024     | Falcon-9         | Cap Canaveral                   | Satellite de navigation              | satellite Galileo de série                                                               | 733 kg   | 23 616 km × 23 616 km, 56°                    | 2024-079A 2024-079C                     | ESA                           |        | 2 satellites FOC 29 et 30                                |
| EarthCARE                   | 28 mai 2024       | Falcon-9         | Base de lancement de Vandenberg | Satellite d'observation de la Terre  | Mesure du volume global de la biomasse de la Terre                                       | 1 200 kg | Orbite héliosynchrone                         | 2024-101                                | ESA                           |        | [ 53 ]                                                   |
| Sentinel-2C                 | 5 septembre 2024  | Vega             | Kourou                          | Satellite d'observation de la Terre  | Suivi de la végétation                                                                   | 1 130 kg | Orbite héliosynchrone                         | 2024-157                                | ESA                           |        | [ 40 ]                                                   |
| Galileo (satellite)-FOC x 2 | 18 septembre 2024 | Falcon-9         | Cap Canaveral                   | Satellite de navigation              | satellite Galileo de série                                                               | 733 kg   | 23 616 km × 23 616 km, 56°                    | 2024-167A 2024-167B                     | ESA                           |        | 2 satellites FOC 31 et 32                                |
| Hera                        | 7 octobre 2024    | Falcon-9         | Cap Canaveral                   | Sonde spatiale                       | Observation post interception astéroïde                                                  | 450 kg.  | Orbite héliocentrique                         | 2024-180A                               | ESA                           |        | [ 54 ]                                                   |
| PROBA-3                     | 5 décembre 2024   | PSLV-XL          | Satish Dhawan                   | Satellite expérimental               | Vol en formation avec coronographe                                                       | 500 kg   | Orbite haute                                  | 2024-233A 2024-233C                     | ESA                           |        | 2 satellites en formation                                |
| Sentinel-1C                 | 5 décembre 2024   | Vega-C           | Kourou                          | Satellite d'observation de la Terre  | Suivi radar                                                                              | 2 200 kg | Orbite héliosynchrone                         | 2024-235A                               | ESA                           |        | [ 39 ]                                                   |

## Missions planifiées
| Satellite            | Date lancement | Lanceur   | Base de lancement               | Type                                | Mission                                                  | Masse     | Orbite                 | Identifiant COSPAR | Opérateur (s)                      | Statut | Autre caractéristique Référence     |
| -------------------- | -------------- | --------- | ------------------------------- | ----------------------------------- | -------------------------------------------------------- | --------- | ---------------------- | ------------------ | ---------------------------------- | ------ | ----------------------------------- |
| Biomass              | 2024           | Vega      | Kourou                          | Satellite scientifique              | Mesure du volume global de la biomasse de la Terre       | 1 200 kg  | Orbite héliosynchrone  |                    | ESA                                |        | [ 56 ]                              |
| Sentinel-3C          | 2025           | Vega      | Kourou                          | Satellite d'observation de la Terre | Océanographie et suivi de la végétation                  | 1 200 kg  | Orbite héliosynchrone  |                    | ESA                                |        | [ 42 ]                              |
| Sentinel-3D          | 2025           | Vega      | Kourou                          | Satellite d'observation de la Terre | Océanographie et suivi de la végétation                  | 1 200 kg  | Orbite héliosynchrone  |                    | ESA                                |        | [ 42 ]                              |
| SMILE                | 2025           | Vega C    | Kourou                          | Satellite scientifique              | Etude de la magnétosphère terrestre                      | 1 998 kg  | Orbite haute           |                    | ESA Académie chinoise des sciences |        | [ 57 ]                              |
| Sentinel-2C          | 2025           | Vega      | Kourou                          | Satellite d'observation de la Terre | Suivi de la végétation                                   | 1 130 kg  | Orbite héliosynchrone  |                    | ESA                                |        | [ 40 ]                              |
| FLEX                 | Mi 2025        | Vega-C    | Kourou                          | Satellite scientifique              | Cartographie du processus de photosynthèse sur Terre     | 850 kg    | Orbite héliosynchrone  |                    | ESA                                |        | [ 58 ]                              |
| MTG-S1               | vers 2025      |           |                                 | Satellite météorologique            |                                                          | 3 800 kg  | Orbite géostationnaire |                    | ESA, EUMETSAT                      |        | Emporte une charge utile Sentinel-4 |
| Space Rider          | vers 2025      | Vega      | Kourou                          | Navette autonome expérimentale      | Expérience technologique                                 | 2,4 t.    | Orbite basse           |                    | ESA                                |        | [ 60 ]                              |
| MetOp-SG-A 1         | vers 2025      |           |                                 | Satellite météorologique            |                                                          | 4 000 kg  | Orbite héliosynchrone  |                    | ESA, EUMETSAT                      |        | [ 61 ]                              |
| MetOp-SG-B 1         | vers 2025      |           |                                 | Satellite météorologique            |                                                          | 4 000 kg  | Orbite héliosynchrone  |                    | ESA, EUMETSAT                      |        | [ 62 ]                              |
| Sentinel-7A / CO2M-1 | 2025           | Vega-C    |                                 | Satellite d'observation de la Terre | Mesure dioxyde de carbone                                |           | Orbite héliosynchrone  |                    | ESA                                |        | [ 63 ]                              |
| Sentinel-7B / CO2M-2 | 2025           | Vega-C    |                                 | Satellite d'observation de la Terre | Mesure dioxyde de carbone                                |           | Orbite héliosynchrone  |                    | ESA                                |        | [ 63 ]                              |
| MTG-I2               | vers 2025      |           |                                 | Satellite météorologique            |                                                          | 3 600 kg  | Orbite géostationnaire |                    | ESA, EUMETSAT                      |        | [ 64 ]                              |
| PLATO                | Fin 2026       | Ariane-62 |                                 | Télescope spatial                   | Détection d'exoplanètes                                  | 2,1 t.    | Point de Lagrange L2   |                    | ESA                                |        | [ 65 ]                              |
| Sentinel-6B          | vers 2026      | Falcon 9  | Base de lancement de Vandenberg | Satellite d'observation de la Terre | Altimétrie océanographie                                 | 1362 kg   | Orbite héliosynchrone  |                    | ESA, EUMETSAT CNES NASA, NOAA      |        |                                     |
| MTG-I3               | vers 2026      |           |                                 | Satellite météorologique            |                                                          | 3 600 kg  | Orbite géostationnaire |                    | ESA, EUMETSAT                      |        | [ 64 ]                              |
| Sentinel-9 / CRISTAL | vers 2027      |           |                                 | Satellite d'observation de la Terre | Mesure de l'épaisseur des glaces                         |           | Orbite héliosynchrone  |                    | ESA                                |        | [ 66 ]                              |
| Sentinel-12 / ROSE-L | vers 2027      |           |                                 | Satellite d'observation de la Terre | Imagerie radar en bande L                                |           | Orbite héliosynchrone  |                    | ESA                                |        | [ 67 ]                              |
| Rover ExoMars        | 2028           | Ariane-64 | Kourou                          | Rover                               | Étude in situ de Mars                                    | 2,6 t     |                        |                    | ESA                                |        | [ 68 ]                              |
| Comet Interceptor    | vers 2028      | Ariane-62 | Kourou                          | Sonde spatiale                      | Etude des comètes                                        | < 1000 kg | Orbite héliocentrique  |                    | ESA                                |        | [ 69 ]                              |
| Sentinel-11A / CIMR  | vers 2028      |           |                                 | Satellite d'observation de la Terre | Mesure de l'épaisseur des glaces                         |           | Orbite héliosynchrone  |                    | ESA                                |        | [ 70 ]                              |
| Sentinel-11B / CIMR  | vers 2028      |           |                                 | Satellite d'observation de la Terre | Mesure de l'épaisseur des glaces                         |           | Orbite héliosynchrone  |                    | ESA                                |        | [ 70 ]                              |
| MTG-S2               | vers 2029      |           |                                 | Satellite météorologique            |                                                          | 3 800 kg  | Orbite géostationnaire |                    | ESA, EUMETSAT                      |        | Emporte une charge utile Sentinel-4 |
| Sentinel-8A / CO2M-1 | vers 2029      |           |                                 | Satellite d'observation de la Terre | Mesure de la température au sol                          |           | Orbite héliosynchrone  |                    | ESA                                |        | [ 71 ]                              |
| Sentinel-10 / CHIME  | vers 2029      |           |                                 | Satellite d'observation de la Terre | Imagerie hyperspectrale                                  |           | Orbite héliosynchrone  |                    | ESA                                |        | [ 72 ]                              |
| ARIEL                | vers 2029      | Ariane-62 |                                 | Observatoire spatial                | Étude de l'atmosphère d'exoplanètes géantes/super-Terres |           |                        |                    | ESA                                |        | [ 73 ]                              |
| MetOp-SG-A 2         | vers 2031      |           |                                 | Satellite météorologique            |                                                          | 4 000 kg  | Orbite héliosynchrone  |                    | ESA, EUMETSAT                      |        | [ 61 ]                              |
| ATHENA               | vers 2031      | Ariane-64 | ESA                             | Observatoire spatial rayons X       | Étude des nuages de gaz chauds des galaxies              |           |                        |                    | ESA                                |        | [ 74 ]                              |
| MTG-I4               | vers 2031      |           |                                 | Satellite météorologique            |                                                          | 3 600 kg  | Orbite géostationnaire |                    | ESA, EUMETSAT                      |        | [ 64 ]                              |
| MetOp-SG-B 2         | vers 2032      |           |                                 | Satellite météorologique            |                                                          | 4 000 kg  | Orbite héliosynchrone  |                    | ESA, EUMETSAT                      |        | [ 62 ]                              |
| MetOp-SG-A 3         | vers 2037      |           |                                 | Satellite météorologique            |                                                          | 4 000 kg  | Orbite héliosynchrone  |                    | ESA, EUMETSAT                      |        | [ 61 ]                              |
| MetOp-SG-B 3         | vers 2038      |           |                                 | Satellite météorologique            |                                                          | 4 000 kg  | Orbite héliosynchrone  |                    | ESA, EUMETSAT                      |        | [ 62 ]                              |

## Satellites de l'ESRO/CERS première agence spatiale européenne
| Satellite | Date lancement | Lanceur  | Base de lancement | Type                   | Mission                                                                                       | Masse  | Orbite                    | Identifiant COSPAR | Opérateur (s) | Statut | Autre caractéristique Référence |
| --------- | -------------- | -------- | ----------------- | ---------------------- | --------------------------------------------------------------------------------------------- | ------ | ------------------------- | ------------------ | ------------- | ------ | ------------------------------- |
| ESRO 2A   | 29/5/1967      | Scout    | Vandenberg        | Satellite scientifique | Interaction entre le vent solaire et l'environnement terrestre                                | 89 kg  |                           |                    | ESRO          |        | Échec au lancement              |
| ESRO 2B   | 17/5/1968      | Scout    | Vandenberg        | Satellite scientifique | Interaction entre le vent solaire et l'environnement terrestre                                | 89 kg  | 326 x 1086 km, 97,2°      | 1968-041A          | ESRO          |        |                                 |
| ESRO 1A   | 3/10/1968      | Scout-B  | Vandenberg        | Satellite scientifique | Étude des effets de l'activité solaire sur les zones aurales.                                 | 80 kg  | 258 × 1 538 km, 93,7°     | 1968-084A          | ESRO          |        |                                 |
| HEOS 1    | 5/12/1968      | Delta-B  | Cape Canaveral    | Satellite scientifique | Étude de la magnétosphère, du milieu interplanétaire, des rayons cosmiques et du vent solaire | 105 kg | 6 804 × 227 099 km, 28,1° | 1968-109A          | ESRO          |        |                                 |
| ESRO 1B   | 1/10/1969      | Scout-B  | Vandenberg        | Satellite scientifique | Étude des effets de l'activité solaire sur les zones aurales.                                 | 80 kg  | 291 × 389 km, 86°         | 1969-083A          | ESRO          |        |                                 |
| TD-1A     | 12/3/1972      | Delta-N  | Vandenberg        | Satellite scientifique | Étude du rayonnement stellaire dans l'ultraviolet, X et gamma                                 | 473 kg | orbite héliosynchrone     | 1972-014A          | ESRO          |        |                                 |
| HEOS 2    | 31/1/1972      | Delta-L  | Cape Canaveral    | Satellite scientifique | Étude de la magnétosphère, du milieu interplanétaire, des rayons cosmiques et du vent solaire | 108 kg | 397 × 245 098 km, 90,21°  | 1972-005A          | ESRO          |        |                                 |
| ESRO 4    | 20/11/1972     | Scout-D1 | Vandenberg        | Satellite scientifique | Étude de l'ionosphère et de la magnétosphère                                                  | 130 kg | 252 x 1186 km, 91,1°      | 1972-092A          | ESRO          |        |                                 |